# Niederländische Badmintonmeisterschaft 1998
Die Niederländische Badmintonmeisterschaft 1998 war die 53. Austragung der nationalen Titelkämpfe im Badminton in den Niederlanden.

## Sieger und Finalisten
| Disziplin    | Gold                                  | Silber                                   |
| ------------ | ------------------------------------- | ---------------------------------------- |
| Herreneinzel | Jeroen van Dijk                       | Chris Bruil                              |
| Dameneinzel  | Brenda Beenhakker                     | Carolien Glebbeek                        |
| Herrendoppel | Quinten van Dalm Dennis Lens          | Jurgen van Leeuwen Norbert van Barneveld |
| Damendoppel  | Erica van den Heuvel Monique Hoogland | Brenda Conijn Nicole van Hooren          |
| Mixed        | Quinten van Dalm Nicole van Hooren    | Dirk Heijmans Erica van den Heuvel       |